# Parafia św. Mikołaja Biskupa w Kiełczynie
Parafia świętego Mikołaja Biskupa w Kiełczynie – parafia rzymskokatolicka, znajdująca się w diecezji sandomierskiej, w dekanacie Staszów.